# ピエール・カンブロンヌ

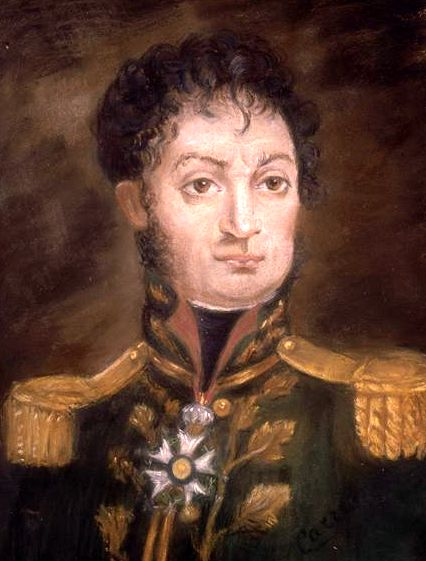
ピエール・カンブロンヌ

ピエール・ジャック・エティエンヌ・カンブロンヌ（Pierre Jacques Étienne Cambronne，1770年12月26日 - 1842年1月29日）は、フランス革命戦争・ナポレオン戦争期の軍人。

## 来歴
ナントに生まれる。1792年に志願兵となり、現ベルギー領で擲弾兵として戦った。その後、ルイ＝ラザール・オッシュの下でヴァンデの反乱鎮圧やアイルランド遠征に参加した。
アンドレ・マッセナのアルプス軍に加わった彼は、第2次チューリヒの戦いに参加した。
1806年のイエナ・アウエルシュタットの戦いでは大佐となり、1810年に男爵に叙任された。
スペインで戦った後、大陸軍に加わりロシア遠征、バウツェンの戦い、ドレスデンの戦い、ライプツィヒの戦いに参加、ライプツィヒの戦いの前に将官に昇進した。
指揮能力と容貌に優れ、大柄な身体だった。ナポレオンとともに600名の古参近衛隊を率いて、エルバ島に渡った。3月1日にナポレオンと共にエルバ島を脱出した後、3月5日にシストロンを占領した。ワーテルローの戦いにも参加。敗北が決まり降伏を迫るイギリス軍に対して「近衛隊は死すとも降伏せず」（La Garde meurt mais ne se rend pas）あるいは「糞ったれ!」（Merde!）と言い放ち拒否した。フランスで「カンブロンヌの一言」または「五文字」といえば、この「糞ったれ!」という意味だという。古参近衛隊は壊滅したが彼自身は、流れ弾が額に命中するも距離があったため弾丸の威力が殺がれ、一命を取り留めた。意識を失い捕虜となってイギリスに護送されたが、彼の看護を受け持ったイギリス人女性と結婚することになる。また、その勇気が認められルイ18世から爵位を与えられた。
1820年にはルイ18世からリールの司令官に任じられた。1823年に退役し故郷に帰り、1842年に亡くなるまでそこで過ごした。

## フィクションの登場人物として
セシル・スコット・フォレスターのホーンブロワーシリーズ『海軍提督ホーンブロワー』に登場し、主人公ホレイショ・ホーンブロワー提督の追跡から逃れ、流刑地のナポレオンを救出して再決起…!?、というエピソードがある。